# سيغفريد فريك
سيغفريد فريك هو مجدف وسياسي ألماني، ولد في 19 نوفمبر 1954 في Bralorne ‏ في كندا. نشط حزبياً في الاتحاد الديمقراطي المسيحي. وقد انتخب عمدة.

## وصلات خارجية
- سيغفريد فريك على موقع الاتحاد الدولي للتجديف (الإنجليزية)
- سيغفريد فريك على موقع اللجنة الأولمبية الدولية (الإنجليزية)
- سيغفريد فريك على موقع أوليمبيديا (الإنجليزية)